# Franz Jägerstätter

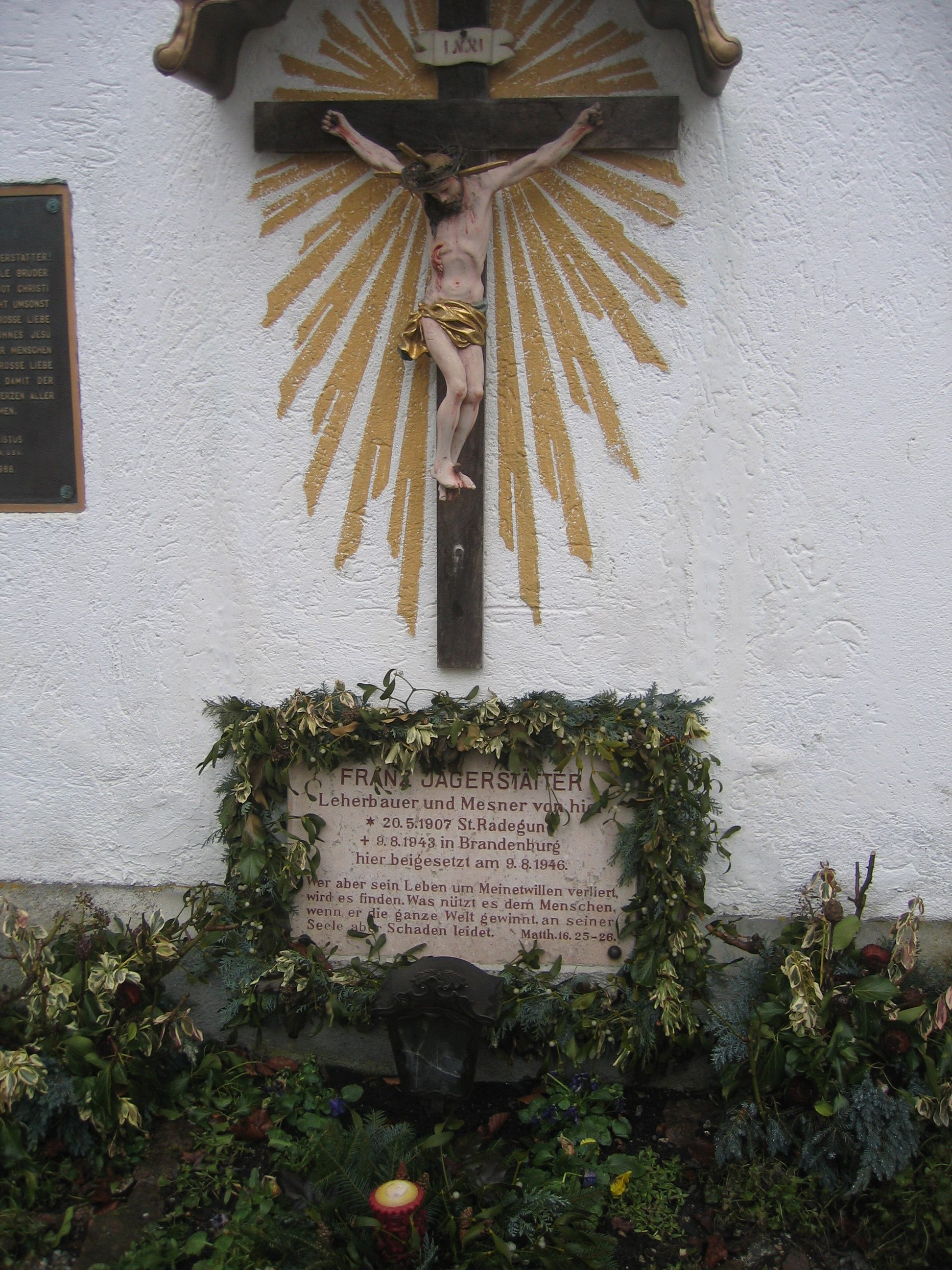
Franz Jägerstätters grav i Sankt Radegund.

Franz Jägerstätter, född den 20 maj 1907 i Sankt Radegund, död den 9 augusti 1943 i Brandenburg an der Havel, var en österrikisk lantbrukare och motståndare till nazismen.

## Biografi
Franz Jägerstätter var troende katolik och blev vid Anschluss, Tysklands annektering av Österrike i mars 1938, resolut motståndare till Adolf Hitler och nazismen. År 1940 inkallades Jägerstätter till krigstjänstgöring i Wehrmacht, men bedömdes som oduglig och sändes hem igen. Vid denna tid inträdde han i franciskanernas lekmannagren, den tredje orden. År 1943 inkallades Jägerstätter ånyo till Wehrmacht, men då vägrade han att inställa sig. Han erbjöd sig att tjänstgöra som sjukvårdare, men detta accepterades inte. Jägerstätter greps och anklagades för att undergräva den militära moralen och dömdes till döden. Den 9 augusti 1943 avrättades han genom giljotinering i fängelset Brandenburg-Görden.
Franz Jägerstätter saligförklarades av påven Benedikt XVI i Linz den 26 oktober 2007; hans minnesdag firas den 21 maj.
Filmen A Hidden Life av den amerikanske regissören Terrence Malick bygger på Franz Jägerstätters liv.